# Wittenborn
Wittenborn er en by og en kommune i det nordlige Tyskland, beliggende i Amt Leezen under Kreis Segeberg. Kreis Segeberg ligger i den sydøstlige del af delstaten Slesvig-Holsten.

## Geografi
Wittenborn ligger omkring fem kilometer vest for Bad Segeberg ved den sydøstlige udkant af Segeberger Forsts, og ved nordvestbredden af Mözener See. Videreførelsen mod vest af den øst/vest-gående motorvej A 20, er planlagt til at gå gennem kommunen.